# Растдорф
Растдорф (нім. Rastdorf) — громада в Німеччині, розташована в землі Нижня Саксонія. Входить до складу району Емсланд. Складова частина об'єднання громад Верльте.
Площа — 26,33 км2. Населення становить 1048 ос. (станом на 31 грудня 2021).